# Valkse
Valkse – wieś w Estonii, w prowincji Harju, w gminie Keila.